# Serie A 1921 (pallapugno)
La Serie A di pallapugno 1921 è stata il nono campionato italiano di pallapugno. Si è svolta dal 9 al 23 ottobre 1921 e la vittoria finale è andata a Santero, al suo primo scudetto.

## Formula
Per la prima e unica volta nella storia della Serie A di pallapugno il campionato si disputò al cordino, con gare individuali, con la rete a metà campo e senza cacce. Il torneo fu strutturato con un tabellone che partì dai quarti di finale fino alla finale. Tutti gli incontri si disputarono allo sferisterio Umberto I di Torino.

## Atleti partecipanti
- Bendone
- Maggiorino Bistolfi
- Pierino Bonsignore
- Cocito
- Cicco Delpiano
- Riccardo Fuseri
- Marengo
- Santero

## Torneo

### Tabellone
|  | Quarti di finale | Quarti di finale | Quarti di finale |         |          | Semifinali | Semifinali | Semifinali |  |  | Finale | Finale  | Finale |
|  |                  |                  |                  |         |          |            |            |            |  |  |        |         |        |
|  | 4                | Marengo          | 9                |         |          |            |            |            |  |  |        |         |        |
|  | 8                | Fuseri           | 5                |         |          |            |            |            |  |  |        |         |        |
|  | 8                | Fuseri           | 5                |         | 4        | Marengo    | 7          |            |  |  |        |         |        |
|  |                  |                  |                  |         | 4        | Marengo    | 7          |            |  |  |        |         |        |
|  |                  | 2                | Bendone          | 9       |          |            |            |            |  |  |        |         |        |
|  | 2                | 2                | Bendone          | 9       | Bendone  | 9          |            |            |  |  |        |         |        |
|  | 2                |                  |                  |         | Bendone  | 9          |            |            |  |  |        |         |        |
|  | 6                | Bonsignore       | 4                |         |          |            |            |            |  |  |        |         |        |
|  |                  |                  |                  |         |          |            |            |            |  |  | 2      | Bendone | 6      |
|  |                  |                  | 1                | Santero | 11       |            |            |            |  |  |        |         |        |
|  | 1                | Santero          | 9                |         |          |            |            |            |  |  |        |         |        |
|  | 5                | Cocito           | 6                |         |          |            |            |            |  |  |        |         |        |
|  | 5                | Cocito           | 6                |         | 1        | Santero    | 9          |            |  |  |        |         |        |
|  |                  |                  |                  |         | 1        | Santero    | 9          |            |  |  |        |         |        |
|  |                  | 3                | Bistolfi         | 5       |          |            |            |            |  |  |        |         |        |
|  | 3                | 3                | Bistolfi         | 5       | Bistolfi | 9          |            |            |  |  |        |         |        |
|  | 3                |                  |                  |         | Bistolfi | 9          |            |            |  |  |        |         |        |
|  | 7                | Delpiano         | 6                |         |          |            |            |            |  |  |        |         |        |

### Risultati

#### Quarti di finale
| 9-12 ott. | Marengo - Fuseri     | 9 - 5 |
| 9-12 ott. | Santero - Cocito     | 9 - 6 |
| 9-12 ott. | Bendone - Bonsignore | 9 - 4 |
| 9-12 ott. | Bistolfi - Delpiano  | 9 - 6 |

#### Semifinali
| ott. | Santero - Bistolfi | 9 - 5 |
| ott. | Bendone - Marengo  | 9 - 7 |

#### Finale
| 23 ott. | Santero - Bendone | 11 - 6 |

## Verdetti
- Santero Campione d'Italia 1921 (individuale) (1º titolo)